# Domažlice (nádraží)
Domažlice jsou železniční stanice v jihovýchodní části okresního města Domažlice v Plzeňském kraji nedaleko říčky Zubřiny. Leží na neelektrizovaných tratích Plzeň – Furth im Wald, Domažlice – Planá u Mariánských Lázní a Horažďovice předměstí – Domažlice. Ve stanici se dále nachází železniční zastávka Domažlice město, obvod Pasečnice (někdejší odbočka Pasečnice, kde odbočuje trať do Plané u Mar. Lázní) a zastávka a nákladiště Havlovice.

## Historie
Stanice byla vybudována jakožto součást České západní dráhy (BWB) spojující Bavorsko, Plzeň a nádraží na Smíchově, podle typizovaného stavebního návrhu.  

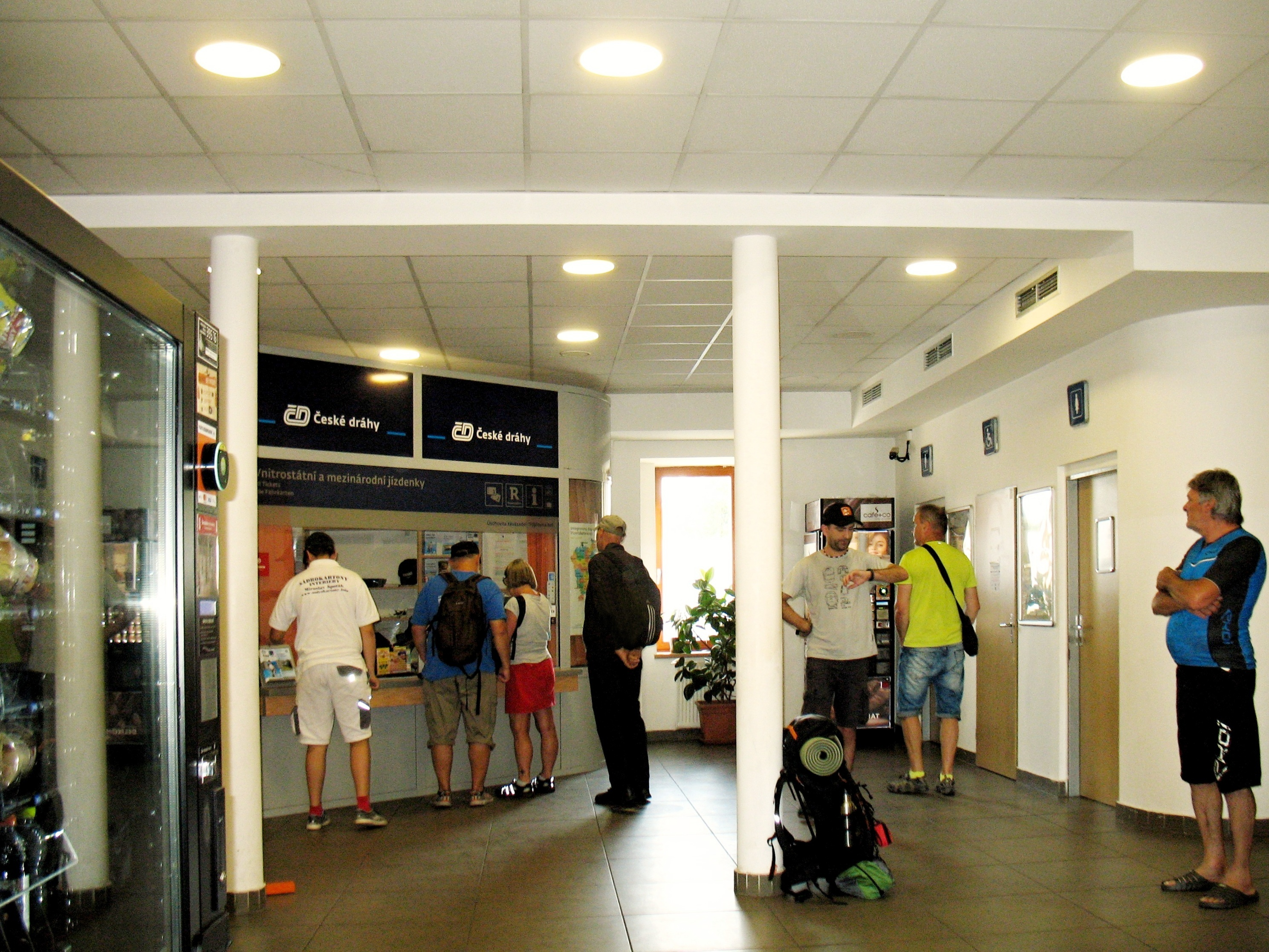
Vestibul s pokladnou (rok 2024)

Dne 14. října 1861 byl s místním nádražím uveden do provozu celý nový úsek trasy z České Kubice na provizorní nádraží ve Skvrňanech u Plzně (železniční most přes Radbuzu byl dokončen se zbytkem trati až následujícího roku), odkud po dokončení mohla dále pokračovat směrem do Prahy.
V roce 1888 dokončila státní společnost Českomoravská transverzální dráha (BMTB) budování trati z Horažďovic přes Klatovy a Janovice nad Úhlavou do Domažlic, pravidelný provoz byl zahájen 1. října. Dráha byla součástí snahy o výstavbu traťového koridoru propojujícího již existující železnice v ose od západních Čech po Trenčianskou Teplou. 1. srpna 1910 otevřela společnost Místní dráha Domažlice-Tachov železniční napojení své trati na již existující železnici do Tachova v obci Pasečnice.
BWB byla zestátněna k 1. lednu 1895, její trať převzaly Císařsko-královské státní dráhy (kkStB), po roce 1918 pak správu přebraly Československé státní dráhy, do sítě ČSD byla začleněna též trať BMTB.

## Popis
Nacházejí se zde čtyři jednostranná vnitřní nekrytá nástupiště. K příchodu na tato nemodernizovaná nástupiště slouží přechody přes koleje. Dále je pak zde jedno poloostrovní nástupiště. 
V roce 2018 začaly rekonstrukční a modernizační práce, trať má být v úseku Plzeň - Domažlice zdvoukolejněna a elektrifikována. Dlouhodobě se počítá s rekonstrukcí celé trati až k hraničnímu přechodu s Německem Česká Kubice - Furth im Wald.[kdy?][zdroj?]